# Purenleon imbellis
Purenleon imbellis är en insektsart som först beskrevs av Banks 1941.  Purenleon imbellis ingår i släktet Purenleon och familjen myrlejonsländor. Inga underarter finns listade i Catalogue of Life.